# Janet Gaynor
Pour les articles homonymes, voir Gaynor.
Janet Gaynor est une actrice américaine née le 6 octobre 1906 à Philadelphie et morte le 14 septembre 1984 à Palm Springs en Californie (États-Unis).
Elle est la première actrice de l'histoire du cinéma à recevoir l'Oscar de la meilleure actrice. Fait unique dans l'histoire de ce prix, elle est alors récompensée pour trois rôles dans trois films différents.
Elle est la première actrice à incarner le rôle-titre d’Une étoile est née (A Star Is Born) dans sa première version de 1937. Elle est nommée aux Oscars pour ce film qui recevra celui de la meilleure histoire originale et générera plusieurs remakes.

## Biographie

### Débuts
À la naissance de Janet (de son vrai nom Laura Augusta Gaynor), la famille Gaynor (constituée de ses parents Laura et Franck ainsi que de ses deux sœurs) déménage de Philadelphie à San Francisco. Après avoir obtenu son diplôme du lycée polytechnique de San Francisco en 1923, Janet décide de poursuivre une carrière d'actrice.  
Elle réussit à décrocher des rôles de figurantes (notamment pour les Hal Roach Studios) dans plusieurs films et comédies durant deux ans. Finalement, en 1926, à l'âge de 20 ans, elle décroche le rôle principal du film La Chevauchée de la mort (The Johnstown Flood) d'Irving Cummings. La même année, elle est sélectionnée comme l'une des WAMPAS Baby Stars. Sa performance attire l'attention des producteurs qui l'engagent dans plusieurs films.

### Consécration

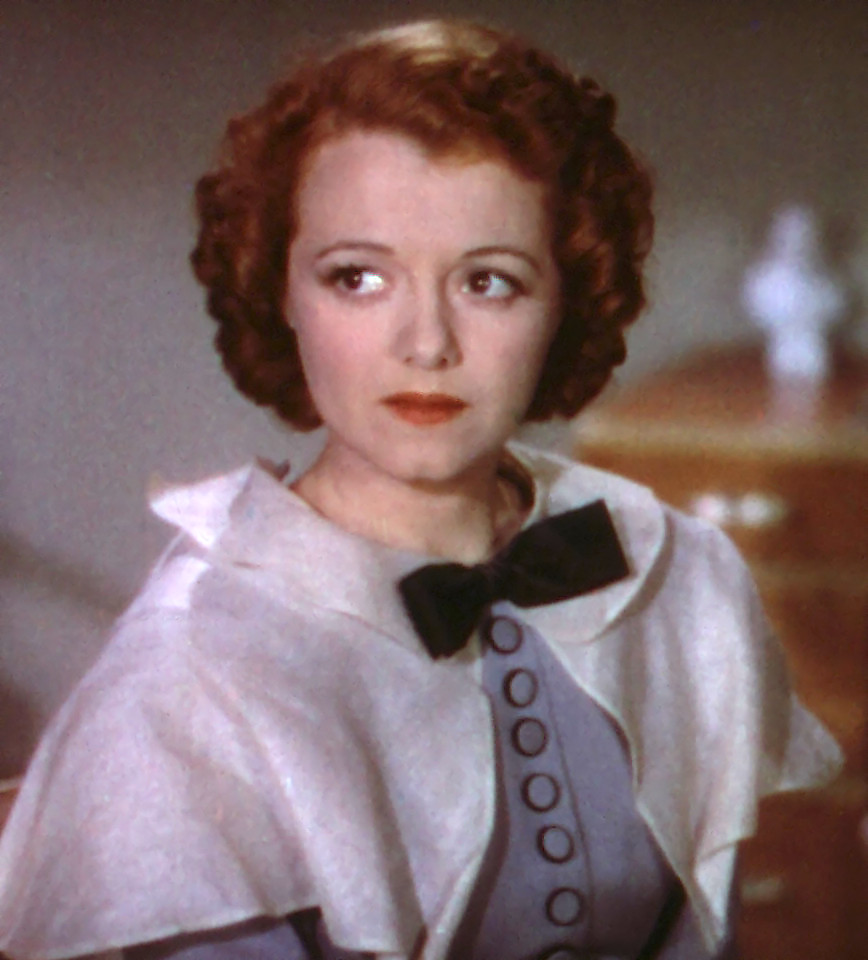
Janet Gaynor dans le film Une étoile est née

En moins d'un an, Janet Gaynor est l'une des plus grandes stars d'Hollywood. Ses performances dans L'Heure suprême et L'Aurore, respectivement réalisés par Frank Borzage et F.W. Murnau, ainsi que L'Ange de la rue lui rapportèrent le premier Oscar de la meilleure actrice de l'Histoire (à cette époque, l'Oscar pouvait être remis pour plusieurs rôles à la fois). Jusqu'en 1986, Gaynor fut la plus jeune actrice à avoir gagné l'Oscar (elle avait 22 ans). 
Elle fait partie de la poignée d'actrices qui s'adaptent parfaitement aux films parlants. Durant plusieurs années, Gaynor est l'actrice principale des studios Fox et a le choix entre de nombreux premiers rôles, jouant dans des films tels que Délicieuse, Merely Mary Ann et Adorable. Mais lorsque Darryl F. Zanuck fait fusionner les studios naissants de la 20th Century Pictures avec ceux de la Fox (ce qui devait donner les désormais célèbres Twentieth Century Fox), son statut devient précaire et bientôt renversé par des actrices telles que Loretta Young et Shirley Temple. Elle réussit à résilier son contrat avec le studio et joue dans des films produits par David O. Selznick au milieu des années 1930.
En 1937, elle est à nouveau nommée pour l'Oscar de la meilleure actrice, cette fois pour son rôle dans Une étoile est née. Après une apparition dans La Famille sans-souci, elle quitte l'industrie du cinéma à l'âge de 32 ans pendant près de 20 ans pour voyager avec son mari Adrian, réapparaissant une dernière fois en 1957 dans le rôle de la mère de Pat Boone, dans le film Bernardine.

### Fin de vie
Installée dans la station de Palm Springs située en Californie, Janet Gaynor se lance dans la peinture et expose même ses tableaux avec succès. Elle s'initie également  à la diététique. 
En 1982, elle est victime d'un grave accident de voiture dont elle portera de lourdes séquelles. Elle décédera deux ans plus tard, le 4 septembre 1984, à la suite d'une pneumonie et des séquelles liées à cet accident.

## Famille

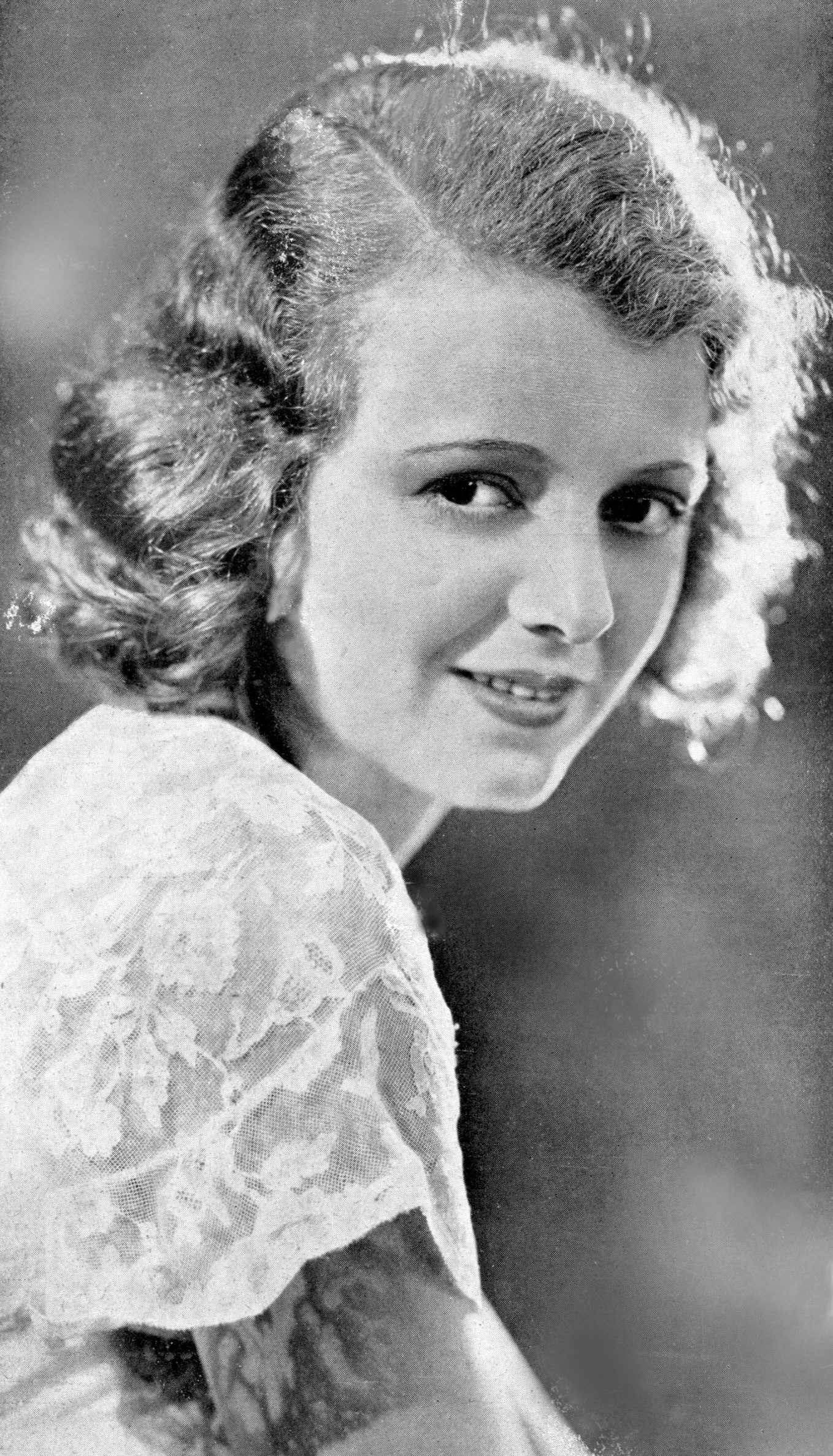
Janet-Gaynor en 1931.

Janet Gaynor s'est mariée en 1929 avec Jesse Lyddel Peck dont elle divorça en 1933.
Elle se remaria en 1939 avec le couturier hollywoodien Gilbert Adrian, jusqu'à la mort de celui-ci, survenue le 13 septembre 1959. Ils eurent un fils dénommé Robin Gaynor Adrian (né en 1940). Elle se maria une troisième fois en 1964 avec le producteur Paul Gregory.

## Influences culturelles
Son visage juvénile a inspiré les animateurs des studios Disney pour créer et dessiner Blanche-Neige, le principal personnage du premier long-métrage d'animation Blanche-Neige et les sept nains,,, sorti en salle en 1937.

## Filmographie partielle

### Comme actrice
- 1924 : Trempé jusqu'aux os (All Wet)
- 1925 : The Teaser de William A. Seiter
- 1925 : Dangereuse Innocence (Dangerous Innocence) de William A. Seiter (non créditée)
- 1925 : Quand on a vingt ans (The Plastic Age) de Wesley Ruggles (non créditée)
- 1926 : La Chevauchée de la mort (The Johnstown Flood) d'Irving Cummings : Anna Burger
- 1926 : The Midnight Kiss d'Irving Cummings
- 1926 : Gagnant quand même (The Shamrock Handicap) : Lady Sheila O'Hara
- 1926 : L'Aigle bleu (The Blue Eagle) de John Ford
- 1926 : Lazy Lightning de William Wyler
- 1926 : The Return of Peter Grimm de Victor Schertzinger
- 1926 : L'habit fait le moine de William A. Seiter
- 1927 : L'Heure suprême (Seventh Heaven) : Diane
- 1927 : L'Aurore (Sunrise) : La femme
- 1927 : Two Girls Wanted d'Alfred E. Green
- 1928 : L'Ange de la rue (Street Angel) : Angela
- 1928 : Les Quatre Diables (Four Devils) : Marion
- 1929 : La Vie en rose (Sunnyside Up) de David Butler : Molly Carr
- 1929 : L'Isolé (Lucky Star), de Frank Borzage : Mary Tucker
- 1929 : Christina : Christina
- 1929 : Happy Days de Benjamin Stoloff
- 1930 : High Society Blues : Eleanor Divine
- 1931 : Hors du gouffre (The Man Who Came Back) : Angie Randolph
- 1931 : Papa longues jambes (Daddy Long Legs) d'Alfred Santell : Judy Abbott
- 1931 : Merely Mary Ann : Mary Ann
- 1931 : Délicieuse (Delicious) de David Butler : Heather Gordon
- 1932 : The First Year : Grace Livingston
- 1932 : Tess of the Storm Country : Tess Howland
- 1933 : La Foire aux illusions (State Fair) : Margy Frake
- 1933 : Adorable : Princesse Marie Christine / Mitzi
- 1934 : Carolina : Joanna Tate
- 1934 : Entrée de service
- 1934 : Premier Amour (Change of heart) : Catherine Furness
- 1935 : One More Spring : Elizabeth Cheney
- 1935 : La Jolie Batelière (The Farmer Takes a Wife) : Molly Larkins
- 1936 : La Petite Provinciale (Small town girl) : Katherine 'Kay' Brannan
- 1936 : Quatre Femmes à la recherche du bonheur (Ladies in Love) d'Edward H. Griffith : Martha Kerenye
- 1937 : Une étoile est née (A Star Is Born) : Victoria Blodgett, alias Vicki Lester
- 1938 : Nanette a trois amours (Three Loves Has Nancy) de Richard Thorpe : Nancy Briggs
- 1938 : La Famille sans-souci (The Young in Heart), de Richard Wallace : George-Anne Carleton
- 1957 : Bernardine : Mme Ruth Wilson
- 1969 : Hollywood: The Selznick Years (film documentaire) : elle-même
- 1994 : A Century of Cinema (documentaire TV) : elle-même

## Récompenses et distinctions
- 1926 : WAMPAS Baby Stars
- 1929 : Oscar de la meilleure actrice pour 3 films : L'Aurore, L'Ange de la rue et L'Heure suprême.
- 1938 : Nomination à l'Oscar de la meilleure actrice pour Une étoile est née (A Star Is Born)

Son étoile est présente sur le Hollywood Walk of Fame au niveau du 6284 Hollywood Blvd.